# Rik van de Westelaken
Hendrik Peter Johan (Rik) van de Westelaken (Vlaardingen, 22 april 1971) is een Nederlandse presentator.

## Levensloop
Van de Westelaken groeide op in Maassluis, Hoogblokland en Uden als de oudste van drie kinderen. Hij volgde het vwo in Uden, behaalde daarna de propedeuse Bestuurskunde aan de Rijksuniversiteit Leiden en studeerde vervolgens Communicatiewetenschap aan de Universiteit van Amsterdam, waar hij in 1996 afstudeerde. In Leiden was hij voorzitter van het dispuut AquaVite, onderdeel van de ALSV Quintus.
Rik van de Westelaken begon zijn carrière op 16-jarige leeftijd bij omroep Kersenland (later Skyline RTV) in Uden. Hierna werkte hij tot 1999 voor de Amsterdamse lokale omroep AT5 op de nieuwsredactie als redacteur, verslaggever en presentator. Hierna ging hij naar de NOS waar hij werkte als verslaggever en presentator van het NOS Journaal. Regelmatig viel hij in bij de journaaluitzending van 20.00 uur. Sinds eind september 2010 was Rik van de Westelaken ook invalpresentator bij het Radio 1 Journaal.
In 2007 werd hij genomineerd als "Best Geklede Man" door het tijdschrift Esquire. In 2008 kreeg hij terwijl hij in Peking was voor de verslaggeving van de Paralympische Zomerspelen 2008 te kampen met een bacteriële infectie. Hij was daardoor geruime tijd uit de running. In februari 2009 begon hij weer als presentator bij het NOS Journaal. Tijdens de Olympische Zomerspelen 2012 presenteerde hij vaak 's middags en 's avonds de nieuwsbulletins op Nederland 2 en daar tussendoor ook flitsjournaals op Nederland 1.
In 2014 presenteerde Van de Westelaken een aantal speciale uitzendingen voor de NOS: de begrafenis van Nelson Mandela, de Nuclear Security Summit in Den Haag, het bezoek van Barack Obama aan Amsterdam en de dag van nationale rouw na de MH17-ramp. Die uitzending werd een jaar later genomineerd voor een Emmy Award. Ook presenteerde hij achttien uur lang de grote Giro 555-actie 'Stop Ebola' van de Samenwerkende Hulp Organisaties op vrijdag 28 november.
In 2016 was Van de Westelaken te zien als presentator van Moltalk bij de AVROTROS met Vivienne van den Assem als sidekick. Op 7 juli maakte hij bekend de NOS te verlaten en naar Net5 over te stappen om daar programma's te gaan maken waarvoor hij de wereld mocht rondreizen. Op 26 augustus 2016 kon men hem voor de laatste keer zien als nieuwslezer van het NOS Journaal.
Vanaf 12 januari 2017 ging hij aan de gang als quizmaster van het SBS6-programma 5 Golden Rings. In het voorjaar van 2017 was hij te zien met een seizoen Peking Express en met zijn reportageprogramma Rik over de grens bij Net5. Dat najaar stapte hij over van Net5 naar SBS6. Daar presenteerde hij het vernieuwde Vermist onder de naam Team Vermissingen. Ook het tweede seizoen van Rik over de grens was bij SBS6 te zien.
Sinds 1 mei 2018 is Van de Westelaken te zien bij AVROTROS, waar hij de presentatie van EenVandaag overnam van Pieter Jan Hagens. Hij nam de presentatie van het jaarlijkse Gouden Televizier-Ring Gala over. In 2018 presenteerde hij tevens samen met Ellie Lust de Pride Amsterdam op NPO 3. Sinds 2020 presenteert hij voor AvroTros ook de voorbeschouwingen op het Eurovisie Songfestival.
Incidenteel geeft Van de Westelaken, evenals collega Jeroen Overbeek, les op de School voor de Journalistiek in Utrecht.
Eind 2018 werd bekend dat hij vanaf volgend (het 19de) seizoen de presentatie van Wie is de Mol? over zou nemen, in de plaats van Art Rooijakkers, die zijn overstap maakte naar RTL 4.

## Varia
- Van de Westelaken speelde zichzelf in de speelfilms Zomerhitte (2008), Spion van Oranje (2009) en Captain Nova (2021).
- In 2012 was hij jury-voorzitter van de Gouden Strop, de prijs voor de beste Nederlandstalige thriller
- Sinds 2014 leest Van de Westelaken regelmatig luisterboeken voor. Zo was hij de stem van het luisterboek Oud worden zonder het te zijn van Rudi Westendorp en De tweede november van Tomas Ross; in 2015 Alleen maar helden van Charles Lewinsky en Galviston van Nic Pizzolatto. Inmiddels heeft hij meer dan 50 boeken ingesproken.
- In 2015 was Van de Westelaken deelnemer van het 15de seizoen van Wie is de Mol? Omdat hij in de laatste test de Mol had ontmaskerd, werd hij de winnaar.
- In 2018 was hij samen met Carolien Borgers de voorlezer van de Week van het Luisterboek cadeau-app. Hij leest het boek Ik kan er nét niet bij van Sander Verheijen.
- In 2022 kreeg Van de Westelaken de Storytel-Award voor beste voorlezer van luisterboeken.
- Sinds 2023 is hij jury-voorzitter van de Woutertje Pieterse Prijs, de prijs voor het beste jeugdboek.